# الغواصة الألمانية يو-1206
كانت الغواصة الألمانية يو-864 غواصة من الفئة التاسعة خدمت في بحرية ألمانيا النازية في الحرب العالمية الثانية. غادرت ميناء مدينة كييل في 5 ديسمبر 1944 في مهمتها الأخيرة، حيث كانت متجهة لليابان في مهمة سرية يطلق عليها العملية قيصر.
كانت الغواصة الألمانية المتجهة إلى اليابان تحمل أحدث التقنيات التكنولوجية، التي توصل إليها الألمان في مجال التصنيع العسكري، ومن بينها محركات متطورة لتطوير المقاتلات الحربية اليابانية، إضافة إلى تقنيات خاصة بتصنيع الصاروخ الباليستي في2.
حدد حطام السفينة في مارس 2003 من قبل البحرية الملكية النرويجية 2 ميل بحري (3.7 كـم؛ 2.3 ميل) إلى الغرب من جزيرة فيدجي في بحر الشمال، على 150 متر (490 قدم) .  كان الزئبق يتسرب من الحاويات الصدئة، مما لوث المنطقة والحياة البحرية هناك.  أوصت إحدى الدراسات بوضع الحطام تحت طبقة من الرمل وكذلك الحصى والخرسانة. منحت الحكومة النرويجية بدلاً من ذلك عقدًا لشركة إنقاذ لإخراج الحطام؛ ومع ذلك، تم تعليق العملية المقترحة في انتظار دراسات إضافية.
كان المسار المقرر للغواصة هو أن تتخذ مسارها شمالي النرويج وتمر بمياه القطب الشمالي حتى تصل إلى اليابان، بدأت الغواصة مهمتها قبل سقوط برلين بأشهر وكان الهدف هو دعم اليابان بتكنولوجيا تصنيع عسكري تمكنها من تغيير مسار الحرب لصالحها وبالتالي تحويل قوة الحلفاء باتجاه اليابان.
وصل طول الغواصة إلى 87.5 مترا مجهزة بـ22 طوربيد، وهو ما يجعلها أكبر حجما من أي غواصة أخرى في حينها، وكانت تمتلك قدرات تكنولوجية تمكنها من الحصول على الأكسجين اللازم للتنفيس أثناء وجودها تحت سطح الماء. وبعد انطلاقها، اكتشف البريطانيون مسارها وتم تعقبها بغواصة إتش إم إس فينتشرر التابعة للبحرية الملكية البريطانية.
أطلقت الغواصة البريطانية ثلاثة طوربيدات لكن قامت الغواصة الألمانية بمناورة مكنتها من الإفلات من الطوربيدات الثلاثة. فقامت الغواصة البريطانية باطلاق طوربيد رابع شطر الغواصة الألمانية إلى نصفين، لتغرق وعلى متنها 73 بحارا، فكانت هذه المعركة معركة الغواصات الوحيدة التي تكون غواصة ضد غواصة فتغرقها تحت الماء في العالم في ذلك الوقت على عكس عمليات أسنهداف وتدمير الغواصات في وضع الطفو الذي حصل في مناسبات عدة.

## التصميم
غواصات الفئة التاسعة دي 2 كانت أكبر حجما من نموذجها الأصلي الفئة التاسعة.

## روابط خارجية
- Helgason، Guðmundur. "The Type IXD2 boat U-864". German U-boats of WWII - uboat.net. مؤرشف من الأصل في 2016-01-13. اطلع عليه بتاريخ 2014-12-07.
- لفة من ذكرى